# Igreja de Nossa Senhora do Carmo (Sabará)

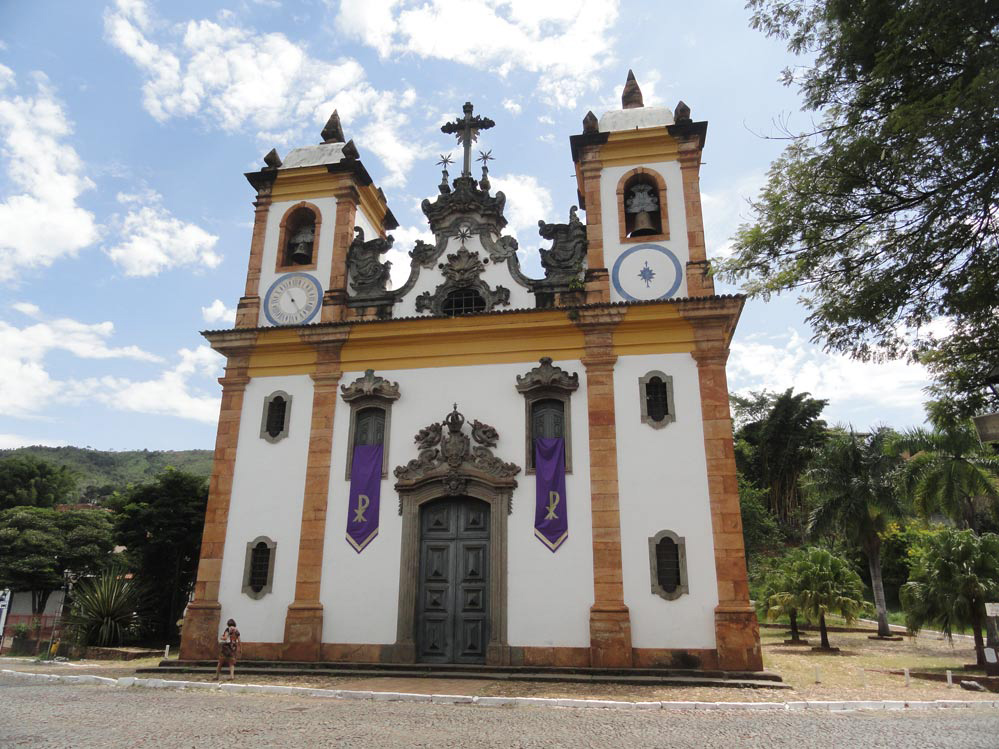
A fachada

A Igreja de Nossa Senhora do Carmo de Sabará, no estado brasileiro de Minas Gerais, é um importante exemplar da tradição artística barroca e rococó no país, sendo um bem tombado em nível nacional pelo Instituto do Patrimônio Histórico e Artístico Nacional (IPHAN). É particularmente notória por ter recebido a contribuição do mestre Aleijadinho em vários elementos de sua decoração, e a Irmandade que a governa ainda preserva tradições seculares.

## História

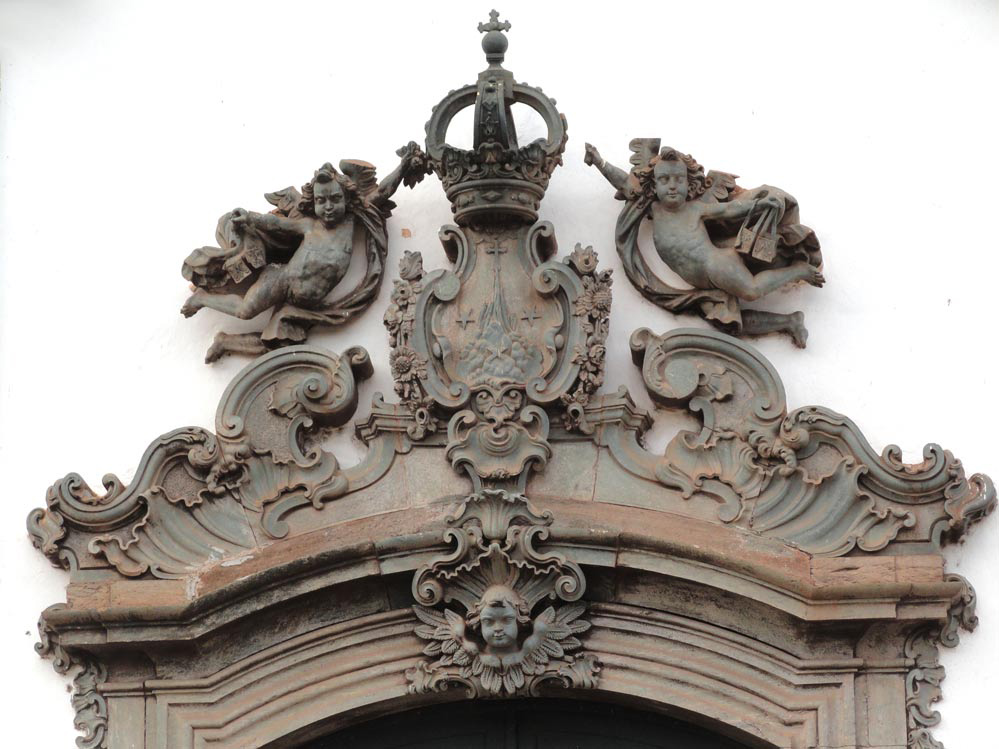
Detalhe do frontispício em pedra-sabão

A Igreja nasceu por vontade da Ordem Terceira do Carmo, que contratou o mestre Tiago Moreira para fazer o projeto. A pedra fundamental foi lançada em 16 de junho de 1763, e as obras seguiram com bastante celeridade. Em 1767 já havia sido entronizada a padroeira Nossa Senhora do Carmo. Porém, a irmandade decidiu alterar o traçado da fachada no ano seguinte, e novamente em 1771, encarregando o mesmo Moreira das adaptações.
Os trabalhos de alvenaria se desenrolaram entre 1771 e 1774, com Aleijadinho responsabilizando-se pelos relevos esculpidos no frontispício e na portada. As obras de talha dourada dos altares se devem a Francisco Vieira Servas, com a colaboração de Joaquim Fernandes Lobo no altar-mor, se estendendo de fins da década de 1770 até o início do século XIX.
Aleijadinho e sua equipe participaram novamente na decoração do interior, realizando entre 1779 e 1781 a escultura dos púlpitos, do coro e das balaustradas, e criando as estátuas de São João da Cruz e São Simão Stock, instaladas nos altares do arco cruzeiro. A pintura e douramento da talha e a pintura no forro são obra de Joaquim Gonçalves da Rocha, trabalhando entre 1812 e 1816, mas ao que parece em época posterior foram realizadas algumas outras intervenções. Em 1828 o terreno no entorno foi aplainado para evitar a infiltração de água, e iniciou-se a construção das catacumbas do cemitério, consagrado em 1847.
As estátuas de São Simão e São João de Aleijadinho foram restauradas em 1989 e em 2003, e estão em excelente estado de conservação. São considerados exemplares superiores de seu trabalho e estão entre as poucas peças de sua autoria que têm documentação comprobatória. Os atlantes também são considerados peças de alta qualidade.

## Estrutura

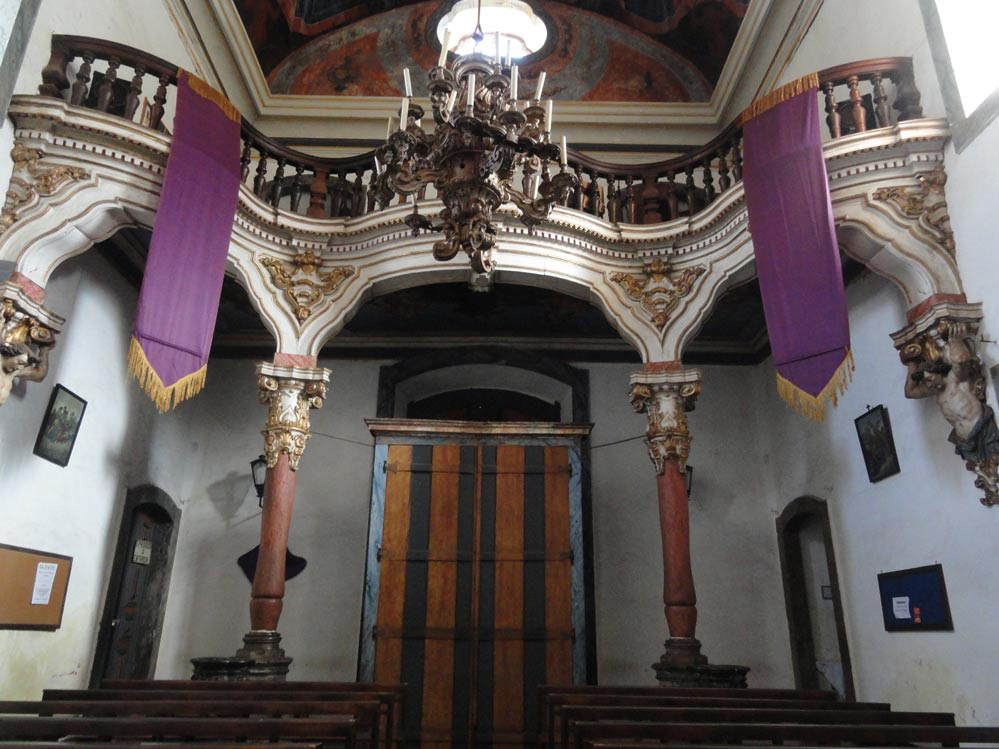
O coro

Sua planta segue o modelo tradicional da colônia, com uma nave única com forro em gamela e uma capela-mor separada, em torno da qual existem, lateralmente, uma sacristia e um consistório. Um elaborado coro cobre a entrada, com uma balaustrada entalhada e sustentado por duas colunas de capitel compósito em estilo rococó e dois atlantes nas extremidades, onde o coro se apoia nas paredes.
A fachada também é padrão, com um corpo retangular com grande entrada centralizada decorada com relevos e duas janelas no nível superior, também com relevos na sobreverga. Acima deste bloco, separado por larga cimalha, se eleva o frontão ornamental, com um óculo centralizado ladeado de volutas e coroado por uma grande cruz ladeada de pináculos.
De ambos os lados do corpo da Igreja existem torres sineiras de partido quadrado, neste caso perfuradas por seteiras bastante amplas no trecho inferior. No superior, se abrem arcos redondos para os sinos, com coruchéus abobadados coroados de pináculos. Abaixo do arco da torre esquerda existe um relógio.

## Decoração

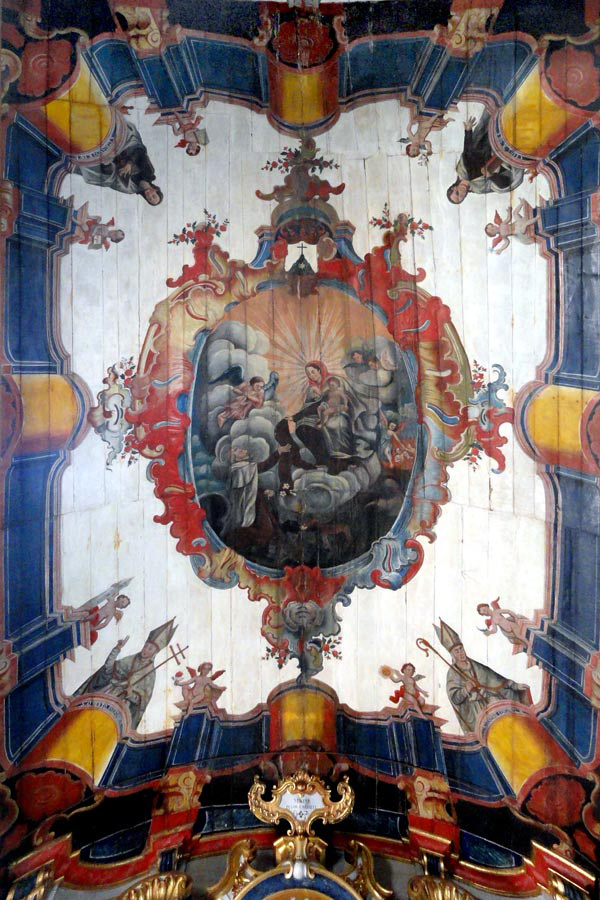
O forro da capela-mor

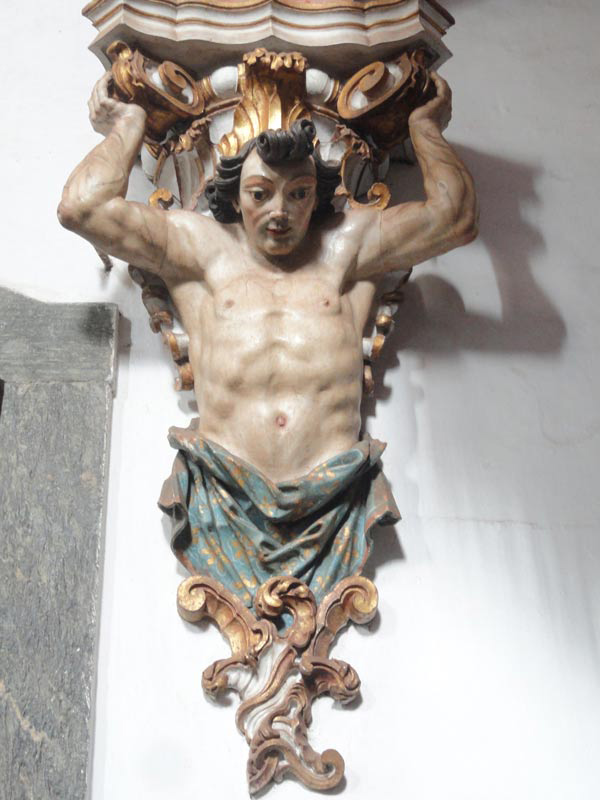
Um dos atlantes de Aleijadinho

Destaca-se na fachada o grande frontispício em pedra-sabão na portada, atribuído ao trabalho pessoal de Aleijadinho, onde dois grandes anjos dão realce e sustentam o brasão coroado da Ordem do Carmo. Os outros ornamentos da fachada provavelmente não foram executados por ele, devido ao seu acabamento inferior, mas devem ser seus os projetos.
A Igreja tem um piso de tabuado em toda a sua extensão, que também se encontra nas salas anexas. O interior é ricamente decorado com talha, pinturas e estatuária. Na apreciação do IPHAN,
"O coro, de autoria de Aleijadinho, chama atenção pela sua concepção arrojada, cujas linhas moduladas, acentuam o efeito de profundidade e monumentalidade. É guarnecido por bela balaustrada em madeira torneada, com colunas e ornatos dos suportes de gosto rococó. Destacam-se, lateralmente, duas expressivas esculturas de atlantes.
"Também de autoria do Aleijadinho, os púlpitos possuem enquadramento das portas e suportes em pedra trabalhada e tambores em madeira com superfícies onduladas, com esculturas em baixo-relevo reproduzindo cenas do Novo Testamento nas faces centrais. [...] No conjunto de imagens, destacam-se as de São João da Cruz e de São Simão Stock, alojadas nos altares do arco-cruzeiro, esculpidas pelo Aleijadinho. [...]
"Dos três altares existentes, os dois do arco cruzeiro caracterizam-se pela boa qualidade da talha e decoração de gosto rococó. Já o altar-mor, executado somente em 1806, embora sob o risco do mesmo autor dos anteriores, o entalhador Francisco Vieira Servas, não apresenta o mesmo apuro técnico.
"No campo da pintura, o painel central do teto da nave, emoldurado por muro parapeito, representa o episódio de Santo Elias sendo transportado para o céu num carro de fogo. No teto da capela-mor, painel representando Nossa Senhora entregando o escapulário a um santo da Ordem, emoldurado por muro parapeito onde se salientam figuras religiosas e nas paredes, painéis em barra pintada, simulando azulejos. No arco-cruzeiro, pintura com a figura da Virgem sentada sobre nuvens e no teto da sacristia, pintura simbólica, tendo ao centro o Espírito Santo".
Outros elementos de interesse na decoração são as pinturas parietais da capela-mor descrevendo os Dez Mandamentos, também de autoria de Joaquim Gonçalves da Rocha e datadas do início do século XIX. Elas imitam o estilo empregado na pintura de azulejos, com as cenas realizadas em monocromia de azul e emolduradas com rocalhas e pintura em imitação de mármore. O piso do coro, que serve de teto à entrada, tem em sua face inferior pinturas com alegorias das Virtudes Teologais, ladeadas por cenas com o sacrifício de Abraão e Moisés tirando água da pedra.

## Tradições

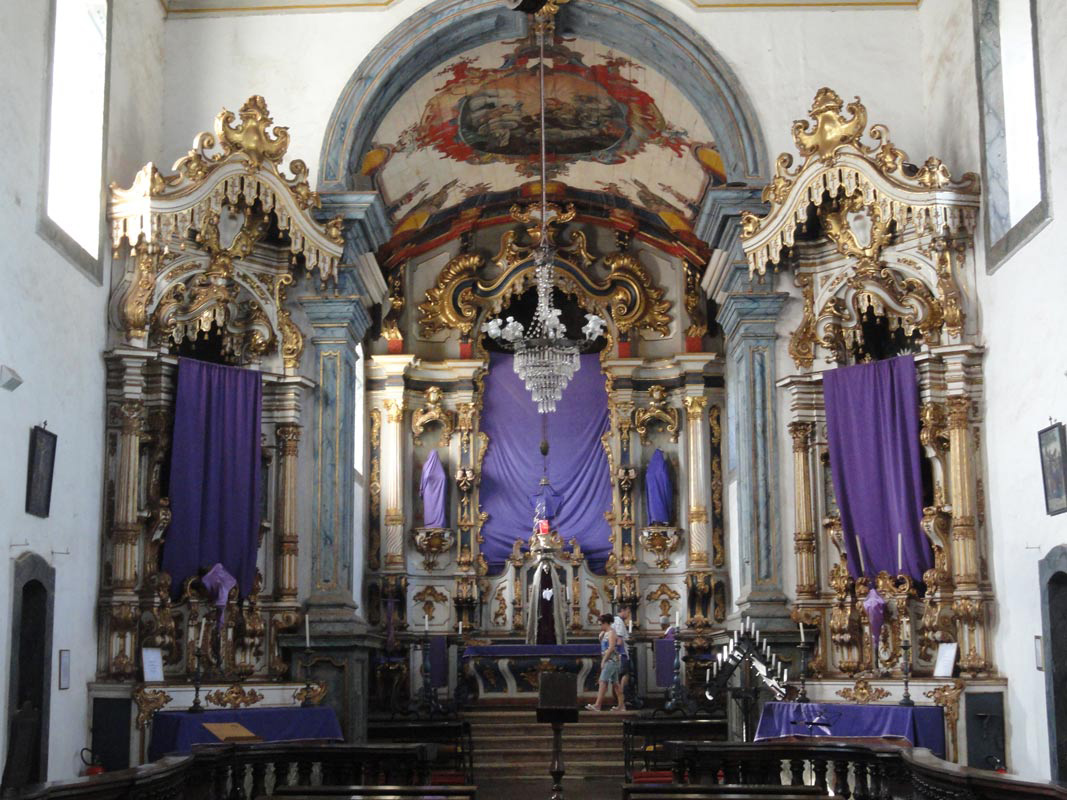
A capela-mor e os altares do cruzeiro. Os altares vestidos de roxo pelo tempo da Quaresma.

A Igreja do Carmo de Sabará desde sua fundação criou uma rica tradição religiosa, tornando-se um dos mais importantes polos devocionais da cidade. A festa do orago, naturalmente, é a mais importante, definida como tal nos estatutos da Ordem. Comemorada em 16 de junho, era tradicionalmente antecedida de uma novena, e no dia próprio celebrava-se "Missa cantada, Sermão e Muzica com o Senhor exposto no Throno e em toda a Novena na porta do Sacrario", como informa um documento do século XIX. A tarde era ocupada com uma procissão suntuosa em que eram conduzidas as estátuas de Nossa Senhora do Carmo, Santa Teresa e Elias.

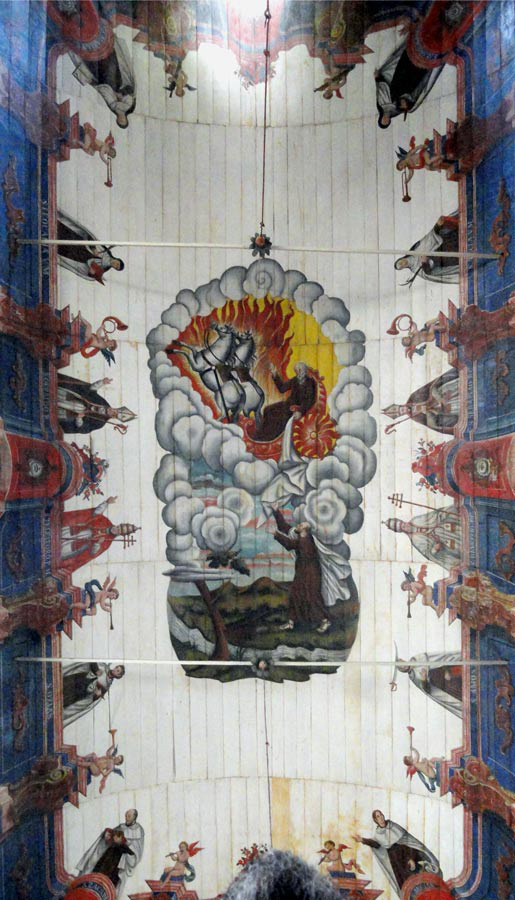
Pintura do forro da nave com a representação do profeta Elias subindo aos céus em um carro de fogo

Também era importante a festa de Santa Teresa, comemorada em 15 de outubro, mas de todas nenhuma excedia em pompa e relevo devocional as da Semana Santa, pois dizia respeito não apenas aos carmelitas, mas a todo o universo católico. Em tempos antigos a Semana era preparada ao longo de toda a Quaresma com uma sucessão de cerimônias, procissões, orações, penitências e jejuns, e os irmãos da Ordem em particular, mesmo os residentes fora da cidade, eram obrigados a acompanhar todos os preceitos litúrgicos e devocionais, sob pena de expulsão. O Termo de Compromisso da Ordem publicado no século XVIII era taxativo:
"Todo o Irmão que se achar prezente na cidade e ainda fora della, e de seus suburbios na Semana Santa, e faltar as Procissoens do Triunfo, do Enterro, e mais solenidades que a Ordem costuma fazer, não tendo para isso legitimo impedimento que a Mesa julgue por tal sem mais admoestação queremos seja expulso da Ordem porque se o tal Irmão falta aos actos publicos em que a Ordem tem o maior empenho muito melhor faltará aos particulares, que não são tão patentes aos olhos de todos, e destes taes Irmãos não tem necessidade a Ordem".
De acordo com os costumes altamente hierarquizados do tempo colonial e imperial, as Irmandades disputavam poder, prestígio, precedências e privilégios mesmo no terreno sacro, e aos carmelitas eram atribuídas especialmente a procissão do Triunfo, no Domingo de Ramos, o Lava-pés na Quinta-feira Santa, e a procissão do Enterro na Sexta-feira da Paixão, sendo esta última exclusiva da Irmandade. Essas cerimônias tinham enorme complexidade ritual e eram realizadas com grande pompa.
Segundo a historiadora Rosana de Figueiredo Ângelo, que estudou as costumes da Irmandade do Carmo de Sabará,
"Nas solenidades da Semana Santa, a Ordem Terceira do Carmo despendia altas quantias com a contratação de artífices para a confecção de vestuário, construção e decoração de andores, armação de cenários efêmeros (que seriam usados somente naquela ocasião), compra de materiais, contratação de músicos, velas, iluminação das ruas para provocar determinados efeitos, o que onerava bastante as suas receitas. O espectador pergunta assombrado qual não será o poder de quem faz tudo isso para, aparentemente, alcançar tão pouca coisa, para a brevidade de uns instantes de prazer. (MARAVALL, 1997:377)
"Porém, esses gastos devem ser vistos como um investimento, pois, acreditava-se que o sublime podia ser atingido através das aparências sensíveis e que estas faziam a mediação entre o terreno e o além servindo ao homem religioso como instrumento poderoso para a salvação da alma (CAMPOS, 1987:5). Esses gastos não contrariavam as determinações das leis suntuárias, que condenavam o luxo excessivo com elementos profanos e eram condescendentes e favoráveis com os gastos religiosos. Assim, a pompa, no sentido de luxo, suntuosidade e magnificência, materializou-se com grande esplendor na Capitania das Minas, durante o período colonial".
Mesmo que os costumes tenha se modificado profundamente na contemporaneidade, a Igreja do Carmo ainda preserva muitas de suas tradições antigas, entre elas o hábito de vestir seus altares encobrindo a estatuária com panos roxos durante a Quaresma, que remonta aos tempos coloniais. Ainda há um numeroso público fiel e devoto que acorre aos principais festejos, e a Irmandade tem se caracterizado por sua preocupação em preservar também o patrimônio material de sua Igreja com especial cuidado.